# جاوااسکریپت

لوگوی غیررسمی جاوااسکریپت

جاوااسکریپت (به انگلیسی: JavaScript، ‎/ˈdʒɑːvəˌskrɪpt/‎) با کوته‌نوشت JS، نوعی زبان برنامه‌نویسی است که با ویژگی‌های ارائه شده در مشخصات اِکما اسکریپت مطابق است. جاوااسکریپت نوعی زبان سطح بالا، کامپایل درجا و چندالگویی است. جاوااسکریپت نحو آکولادی دارد، نوع‌دهی آن پویا است، نوع شیءگرا‌ی‌اش بر پایه پیش‌نمونه است و دارای توابع  کلاس اول است.
در کنار HTML و CSS، جاوااسکریپت یکی از فن‌آوری‌های هسته‌ای وب جهان‌گستر است.
علیرغم اشتباه عمومی، زبان جاوااسکریپت با زبان جاوا ارتباطی ندارد، دلیل این نام‌گذاری محبوبیت زبان جاوا در هنگام تولد جاوااسکریپت بود؛ اگر چه ساختار این زبان به سی پلاس پلاس (++C) و سی شارپ (C#) شباهت دارد که این امر برای یادگیری آسان در نظر گرفته شده‌است. از همین رو دستورهای متداول مانند if, for, try..catch, while و … در این زبان هم یافت می‌گردند.
این زبان می‌تواند هم به صورت ساخت یافته و هم به صورت شی گرا مورد استفاده قرار گیرد. در این زبان اشیاء با اضافه شدن متدها و خصوصیات پویا به اشیاء خالی ساخته می‌شوند، برخلاف جاوا. بعد از ساخته شدن یک شی به روش فوق، این شی می‌تواند به عنوان نمونه‌ای برای ساخته شدن اشیاء مشابه مورد استفاده قرار گیرد.
به علت این قابلیت زبان جاوااسکریپت برای ساختن نمونه از سیستم، مناسب است.
کاربرد گسترده این زبان در سایت‌ها و صفحات اینترنتی بوده و به کمک این زبان می‌توان به اشیاء داخل صفحات اچ‌تی‌ام‌ال دسترسی پیدا کرد و آن‌ها را تغییر داد. به همین علت برای پویانمایی در سمت کاربر، از این زبان استفاده می‌شود.

## تاریخچه
جاوااسکریپت را در ابتدا شخصی به نام برندان آیک در شرکت نت‌اسکیپ با نام Mocha طراحی نمود. این نام بعداً به LiveScript و نهایتاً به جاوااسکریپت تغییر یافت. اولین نمونه‌های جاوااسکریپت در اواخر دهه ۱۹۹۰ برای مرورگر وب Netscape Navigator ایجاد شد.
اولین نسخه جاوااسکریپت در نسخه B32.0 این مرورگر در دسامبر ۱۹۹۵ معرفی و عرضه شد. این نامگذاری منجر به سردرگمی‌های زیادی شده و این ابهام را ایجاد می‌کند که جاوااسکریپت با جاوا مرتبط است در حالی که اینطور نیست.
عدهٔ زیادی این کار را ترفند تجاری برای به‌دست آوردن بخشی از بازار جاوا که در آن موقع زبان جدید مطرح برای برنامه‌نویسی تحت وب بود می‌دانند.
javaScript به صورت «جاواسکریپت» خوانده می‌شود، ولی در فارسی به صورت «جاوااسکریپت» ترجمه می‌شود و اگر به صورت «جاوااسکریپت» ترجمه شود اشتباه است چون دوکلمه جدا ازهم نیست و اگر به صورت دو کلمه جدا نوشته شود خطاهای نگارشی ایجاد می‌شود، به‌طور مثال ممکن است کلمه جاوا در انتهای خط و کلمه اسکریپت در ابتدای خط بعدی نوشته شود.
علیرغم اشتباه عمومی، زبان جاوااسکریپت با زبان جاوا ارتباطی ندارد، اگر چه ساختار این زبان به سی پلاس پلاس(++C) و جاوا شباهت دارد که این امر برای یادگیری آسان در نظر گرفته شده‌است.
در آن زمان، صفحات وب ایستا بودند و تعامل کمی با کاربر، فراتر از کلیک کردن روی پیوندها و بارگیری صفحات جدید، ایجاد می‌کردند. برای اولین بار، جاوااسکریپت انیمیشن، محتوای تطبیقی و اعتبار سنجی فرم را در صفحه فعال کرده‌است.
برای سالهای طولانی، جاوااسکریپت فقط در تعداد محدودی از مرورگرها کار می‌کرد. مایکروسافت اینترنت اکسپلورر، بزرگ‌ترین پایگاه مرورگر، خیلی زود از جاوااسکریپت پشتیبانی نکرد. در عوض، مایکروسافت اسکریپت اختصاصی سمت مشتری خود را با نام JScript ایجاد کرد. در روزهای ابتدایی توسعهٔ وب، برنامه‌نویسان که مایل به ایجاد وب‌سایت‌های پویا بودند، اغلب مجبور به انتخاب یک خانواده مرورگر از خانوادهٔ دیگر شدند. این کمتر از ایدئال بود زیرا اینترنت را کمتر در دسترس جهانی قرار می‌داد.
جاوااسکریپت تا سال ۱۹۹۹ استاندارد نشده و به‌طور گسترده هم پذیرفته نشد. حتی پس از استانداردسازی، سازگاری مرورگر برای بیش از یک دهه همچنان مسئله ساز بود.
به دلیل موفقیت عمدهٔ جاوااسکریپت در نقش اسکریپت‌نویسی سمت کاربر (Client Side Scripting Language) برای صفحات وب، مایکروسافت یک نسخه سازگار از این زبان را ایجاد کرد و به علت مشکلات حقوقی آن را جی اسکریپت نامید. این زبان در نسخه ۳٫۰ از مرورگر اینترنت اکسپلورر و در اوت ۱۹۹۶ داده شد. تفاوت‌های این دو زبان به حدی جزئی است که اغلب جی اسکریپت و جاوااسکریپت به جای هم به کار می‌روند. هرچند که مایکروسافت در اینجا چند ده دلیل برای تفاوت جی اسکریپت با استاندارد اکما مطرح می‌کند.
نت‌اسکیپ جاوااسکریپت را به سازمان اکما اینترنشنال برای استانداردسازی ارسال کرده‌است و نتیجه نسخهٔ استاندارد شده‌ای به نام اکما اسکریپت است.
جاوااسکریپت به یکی از زبان‌های برنامه‌نویسی پرطرفدار در وب تبدیل شده‌است. هر چند ابتدا بسیاری از برنامه‌نویسان حرفه‌ای زبان را کم ارزش تلقی می‌کردند چون مخاطبان آن نویسندگان صفحات وب و آماتورهای این چنینی بودند. ظهور ایجکس بار دیگر جاوااسکریپت را در معرض توجه قرار داد و برنامه‌نویسان حرفه‌ای بیشتری را به خود جذب نمود. نتیجه ازدیاد فریمورک و کتابخانه‌های جامعی در این زمینه، بهبود شیوه‌های رایج برنامه‌نویسی در جاوااسکریپت و افزایش کاربرد جاوااسکریپت خارج از وب است.

## امکانات زبانی

### کلمات کلیدی
کلمات کلیدی هر زبان برنامه نویسی، به کلماتی گفته می‌شود که در کُد آن زبان دارای معانی خاصی هستند. به عنوان مثال در جاوااسکریپت، کلمه کلیدی async قبل از تعریف یک تابع، نشان می‌دهد که آن یک تابع ناهمزمان (Asynchrony) است.
برخی از کلمات کلیدی در جاوااسکریپت رِزِرو شده هستند، به این معنی که در کد این زبان، نمی‌توان از این کلمات به عنوان نام (یا شناسه) متغیر ها یا توابع و... استفاده کرد. البته همه کلمات کلیدی همیشه رزرو نمی‌شوند. به عنوان مثال کلمه کلیدی await تنها در تابعی که با async تعریف شده باشد، رزرو می‌شود  (می‌توانید در بخش نمونه ها، مثال نوشته شده این مطلب را بررسی کنید)

موتور های جاوااسکریپت همیشه نام متغیرها را با حالت string مقایسه می‌کنند، پس اگر سعی کنید چنین کدی بنویسید باز هم با ارور مواجه خواهید شد :
```
const
 
els
\
u
{
65
}
 
=
 
-
1
;

// Uncaught SyntaxError: else is an invalid identifier

```

#### کلمات کلیدی رزرو شده[۱۸]
این کلمات در هیچ حالتی نمی‌توانند به عنوان نام یک شیء، متغیر یا تابع اتخاذ شوند:
| break   | case       | catch    | catch    |
| ------- | ---------- | -------- | -------- |
| class   | const      | continue | debugger |
| default | delete     | do       | else     |
| export  | extends    | false    | finally  |
| for     | function   | if       | import   |
| in      | instanceof | new      | null     |
| return  | super      | switch   | this     |
| throw   | true       | try      | typeof   |
| var     | void       | while    | with     |

کلمات زیر فقط در strict mode رزرو می‌شوند :
- let (در کد strict mode و در بدنه تعریف های const، let و class رزرو می‌شود)
- static (فقط در کد strict mode رزرو می‌شود)
- yield (فقط در بدنه توابع سازنده رزرو می‌شود)

کلمه کلیدی await هم تنها در بدنه کد توابع async رزرو می‌شود.

#### کلمات کلیدی رزرو شده برای آینده[۱۹]
کلمات کلیدی زیر، برای آینده توسط ECMAScript رزرو شده اند. در حال حاضر هیچ کاری نمی‌کنند ولی ممکن است در آینده از آنها استفاده شود، لذا همین الان هم نمی‌توان از آنها به عنوان نام متغیر، تابع و... استفاده کرد:
این کلمات همیشه رزرو شده هستند: 
- enum

کلمات زیر فقط در strict mode رزرو می‌شوند:
| implements | interface | package |
| ---------- | --------- | ------- |
| private    | protected | public  |

کلمات کلیدی رزرو شده (برای آینده) در استاندارد های قدیمی تر
کلمات کلیدی زیر، برای آینده توسط استاندارد های قدیمی‌تر ECMAScript رزرو شده‌اند :
| abstract | boolean | byte         | char     |
| -------- | ------- | ------------ | -------- |
| final    | float   | goto         | int      |
| native   | short   | synchronized | throws   |
| double   | long    | transient    | volatile |

#### مشخصه هایی با معانی خاص[۲۰]
برخی از کلمات هستند که معانی خاصی در برخی موضوعات خاص دارند، در حالی که به هیچ وجه رزرو نشده‌اند:
- arguments (کلمه‌کلیدی نیست، اما در strict mode نمی‌تواند به عنوان نام متغیر، تابع و... اتخاذ شود)
- as (درimport * as ns from "mod")
- async
- eval (کلمه‌کلیدی نیست، اما در strict mode نمی‌تواند به عنوان نام متغیر، تابع و... اتخاذ شود)
- from (در import x from "mod")
- get
- of
- set

در مجموع، جاوااسکریپت شامل ۶۴ کلمهٔ رزرو شده است.
| abstract | arguments  | await        | boolean   |
| break    | byte       | case         | catch     |
| char     | class      | const        | continue  |
| debugger | default    | delete       | do        |
| double   | else       | enum         | eval      |
| export   | extends    | false        | final     |
| finally  | float      | for          | function  |
| goto     | if         | implements   | import    |
| in       | instanceof | int          | interface |
| let      | long       | native       | new       |
| null     | package    | private      | protected |
| public   | return     | short        | static    |
| super    | switch     | synchronized | this      |
| throw    | throws     | transient    | true      |
| try      | typeof     | var          | void      |
| volatile | while      | with         | yield     |

## فریم‌ورک‌های مبتنی بر جاوااسکریپت
فریم‌ورک‌ها و کتابخانه‌های زیادی برای این زبان توسعه یافته‌است، مانند کتابخانه‌های جی‌کوئری، ری اکت، ویو جی‌اس و فریم‌ورک انگولار جی‌اس.
تعداد فریمورک‌ها و کتابخانه‌های این زبان تا سال ۲۰۲۲ میلادی حدود ۲٬۰۰۰٬۰۰۰ عدد اعلام شده‌است.

### زبان امری و ساخت یافته
جاوااسکریپت از تمامی نحو ساختاری زبان سی پشتیبانی می‌کند. مانند گزاره (if و switch و حلقه‌های while و…) یک مورد استثناء تعیین حوزهٔ متغیرهاست: تعریف حوزه در حد block در جاوااسکریپت وجود ندارد. هر چند جاوااسکریپت ۱٫۷ با کلمهٔ کلیدی let این نوع حوزه دهی را امکان‌پذیر می‌سازد. مانند زبان C در جاوااسکریپت بین عبارت و گزاره تفاوت وجود دارد.

### پویایی
تایپ دهی پویا:
مانند اکثر زبان‌های نویسه‌ای تایپ به مقدارها منسوب می‌گردد و نه به متغیرها. برای مثال متغیر x ممکن است به یک عدد وابسته سازی شود، و بعداً به یک رشته. جاوااسکریپت برای تعیین تایپ شی راه‌های مختلفی از جمله تایپ دهی اردکی (duck typing) را دارد (در ES6 از const استفاده می‌شود).
تایپ دهی ضعیف:
زبان جاوااسکریپت از نظر تایپ دهی ضعیف به‌شمار می‌آید و در آن نتیجهٔ عملیاتی مانند ۵ + “۳۷”، عبارت “۵۳۷” خواهد بود (عدد را با رشته جمع کرده‌است).
اشیاء به دید آرایه‌های انتسابی:
جاوااسکریپت تقریباً تماماً بر اساس اشیاء است. اشیاء، آرایه‌های انتسابی به همراه یک «ساختار شماتیک» هستند. نام ویژگی اشیاء، کلیدهای آرایه انتسابی هستند و در واقع obj.x = ۱۰ با obj[“x”] = ۱۰ هم ارز هستند و شیوه نگارش با نقطه صرفاً یک سینتکس قندی است. ویژگی‌ها و مقدارهایشان در زمان اجرا قابلیت تغییر اضافه و حذف دارند. همچنین می‌توان روی ویژگیهای یک شی با ساختار for … in پیمایش کرد.
ارزیابی در زمان اجرا:
جاوااسکریپت یک تابع eval دارد که قادر است گزاره‌های تولید شده در یک رشته در زمان اجرا را، اجرا کند.

### تابعی بودن
تابعی بودن:
توابع موجوداتی «درجه اول» محسوب می‌شوند، یعنی خود یک شی هستند بنابراین می‌توانند ویژگی داشته باشند، در آرگومانهای تابع‌ها داده شوند و مانند هر شی دیگری با آن‌ها رفتار شود
توابع داخلی و بستارها:
توابع داخلی (توابع تعریف شده داخل یک تابع دیگر) هر بار که تابع بیرونی فرا خوانده شود، ایجاد می‌شوند و متغیرهای توابع بیرونی تا زمانی که تابع داخلی وجود داشته باشد، وجود خواهند داشت، حتی پس از اتمام آن فراخوانی از تابع بیرونی. (مثال: اگر تابع داخلی به عنوان مقدار برگشتی تابع باشد، هنوز به متغیرهای تابع بیرونی دسترسی دارد) – این مکانیزم بستار گرفتن در جاوااسکریپت است.

### ساختار شماتیک» محوری
ساختار شماتیک:
جاوااسکریپت به جای رده‌ها برای تعریف ویژگی‌های اشیاء، که شامل متدها و وراثت است از «ساختار شماتیک» استفاده می‌کند (پیش‌نمونه). امکان شبیه‌سازی بسیاری از امکانات رده-محور با ساختارهای شماتیک جاوااسکریپت امکان‌پذیر است.
توابع در نقش سازندهٔ اشیاء
برای توابع علاوه بر نقش عادی، به عنوان سازنده اشیاء هم عمل می‌کنند. آوردن یک new قبل فراخوانی تابع، آن را با کلمهٔ کلیدی this وابسته سازی شده به شی جدید اجرا می‌کند. ویژگی prototype از تابع مورد نظر، ساختار شماتیک شی جدید را مشخص می‌کند. گرچه در ES6 تعریف این توابع سازنده با کلمه‌کلیدی class انجام می‌شود، اما سیتکس class ها در جاوا اسکریپت فقط نوعی سینتکس قندی است :
```
class
 
ClassA
 
{

  
constructor
(
foo
,
 
bar
)
 
{

    
this
.
Foo
 
=
 
foo

    
this
.
Bar
 
=
 
bar

  
}

}

 
const
 
bux
 
=
 
new
 
ClassA
(
"Hello"
,
 
"World"
)

 

// bux.Foo is "Hello"

// bux.Bar is "World"

```

نمونه پایین حالت واقعی همین مثال بالاست که از ES5 به قبل استفاده می‌شد : 
```
const
 
ClassA
 
=
 
function
 
(
foo
,
 
bar
)
 
{

this
.
Foo
 
=
 
Foo
;

this
.
Bar
 
=
 
bar
;

}

const
 
bux
 
=
 
new
 
ClassA
(
"Hello"
,
 
"World"
)

 

// bux.Foo is "Hello"

// bux.Bar is "World"

```

توابع در نقش متد:
برخلاف بیشتر زبان‌های شی گرا تفاوتی میان تعریف تابع و متد وجود ندارد. بلکه تفاوت در زمان فراخوانی تابع است، زمانی که یک تابع به عنوان متد یک شی فراخوانده می‌شود کلمهٔ کلیدی this محلی آن تابع به شی مورد نظر وابسته سازی می‌شود.

### امکانات دیگر
جاوااسکریپت برای تأمین اشیاء و متدها که با آن‌ها تعامل کند به یک محیط اجرایی (مانند مرورگر وب) نیاز دارد تا بتواند به این ترتیب با دنیای خارج ارتباط برقرار کند. همچنین برای دسترسی به سایر نویسه‌ها (include) هم به این محیط نیازمند است (مانند تگ <script>در HTML). (البته این یک ویژگی زبانی نیست اما در عمل اغلب این‌طور پیاده‌سازی شده‌است)
تعداد متغیر پارامتر (variadic):
تعداد نامعینی پارامتر را می‌توان به یک تابع ارسال نمود. تابع می‌تواند هم از طریق پارامترهای رسمی و هم از طریق شی محلی arguments به آن‌ها دسترسی داشته باشد.
Literalهای آرایه و شی
مانند بسیاری از زبان‌های نویسه‌ای آرایه‌ها و اشیاء (که در زبان‌های دیگر همان آرایه‌های انتسابی هستند) را می‌توان با یک نحو موجز ایجاد و توصیف نمود. در واقع این شیوهٔ نگارش پایهٔ قالب داده‌ای جی‌سون هم هست.
عبارات منظم
جاوااسکریپت به شیوه‌ای مشابه زبان پرل از عبارات منظم پشتیبانی می‌کند که نحوی قدرتمند و موجز را به شکلی فراتر از توابع پیش ساخته برای کار با رشته‌ها، فراهم می‌کند.

## نظام تایپ دهی
انواع زیر جزو انواع داده‌های قابل دسترس در زبان جاوااسکریپت است. در استاندارد اکما انواع دیگری هم تعریف شده که صرفاً داخلی است و برای پیاده‌سازی است.
تعریف نشده: این تایپ فقط یک مقدار با نام undefined دارد و متعلق به تمام متغییرهای مقدار دهی نشده‌است
نوع تهی: نوع تهی هم فقط یک مقدار دارد با نام null
نوع دودویی: نمایندهٔ یک مقدار منطقی است و دو مقدار true و false را می‌پذیرد.
نوع رشته: در بر گیرندهٔ تمام رشته‌های متناهی از ۰ یا بیشتر عنصر ۱۶ بیتی بدون علامت است. این عناصر با اندیس‌های نامنفی قابل دسترسی هستند. طول رشته تعداد عناصر داخل آن و طول رشتهٔ تهی برابر ۰ است.
زمانی که رشته حاوی متن واقعی باشد هر عنصر به عنوان یک واحد UTF-16 در نظر گرفته می‌شود (مستقل از این که شیوهٔ واقعی نگهداری رشته چه باشد). تمام عملیات بر روی رشته‌ها آن‌ها را به عنوان اعداد صحیح بدون علامت در نظر می‌گیرند و تضمین‌کنندهٔ تولید رشته به حالت normalize شده نیست و تضمین‌های خاص زمانی هم ندارد. علت این تصمیم‌گیری سادگی در پیاده‌سازی ذکر شده‌است.
نوع عدد: نوع عدد در جاوااسکریپت مطابق با استادارد IEEE برای اعداد شناور دودویی است (با اندکی تفاوت).
نوع شی: شی در جاوااسکریپت یک مجموعه بدون ترتیب از ویژگی‌ها است. هر ویژگی می‌تواند داخلی، فقط-خواندنی، غیرقابل حذف، و غیرقابل پیمایش باشد. (یا ترکیبی از این‌ها یا هیچ‌کدام)

### تبدیلات خودکار
این زبان دارای تبدیلات خودکار بین این انواع داده‌ای است.
زمانی که بخواهد یک if را ارزیابی کند یا از عملگرهای منطقی ! و && و || استفاده شود، تبدیل به نوع دودویی را انجام می‌دهد. مقادیر ۰ و ۰- و NaN به false و سایر مقادیر عددی به true نگاشت می‌گردد. همچنین رشتهٔ تهی false و سایر رشته‌ها true در نظر گرفته می‌شود. انواع شی و تابع true و undefined و null هم false در نظر گرفته می‌شود.
زمانی که یکی از عملوندهای عملگر + رشته باشد، تبدیل به رشته صورت می‌گیرد، مانند ۵ + “۳۷” که می‌شود “۵۳۷”
عملگرهای دیگری عددی (جز جمع) منجر به تبدیل به عدد می‌گردد مانند ۳ – “۵۷” که مقدار عددی ۵۴- را به دست می‌دهد.

## مثال
برنامه‌های ورودی و خروجی در مرورگر وب:
```
<
script
 
type
=
"text/javascript"
>

 
alert
 
(
"Hello world"
);

 
var
 
x
 
=
 
prompt
(
"Enter Name:"
,
 
"Default name"
);

 
alert
 
(
"Hello, "
 
+
 
x
)

<
/script>

```

برای استفاده ساده از عناصر اچ‌تی‌ام‌ال و دام:
```
<
script
 
type
=
"text/javascript"
>

 
document
.
write
(
"Hello world"
);

 
function
 
handle
()
 
{

  
document
.
write
(
"You entered: "
 
+
 
document
.
getElementById
(
"myinput"
).
value
);

 
}

<
/script>

<
form
>

<
input
 
type
=
"text"
 
id
=
"myinput"
/>

<
input
 
type
=
"button"
 
onclick
=
"handle()"
 
value
=
"Click here"
/>

<
/form>

```

برنامه مرتب‌سازی یک آرایه
```
<
script
 
type
=
"text/javascript"
>

 
var
 
myArray
 
=
 
[
1
,
 
5
,
 
8
,
 
2
,
 
3
,
 
0
,
 
2
,
 
9
,
 
11
];

 
var
 
i
 
=
 
0
;

 
var
 
j
 
=
 
0
;

 
for
 
(
i
 
=
 
0
;
 
i
 
<
 
myArray
.
length
 
;
 
++
i
)
 
{

  
for
 
(
j
 
=
 
0
;
 
j
 
<
 
myArray
.
length
;
 
++
j
)
 
{

   
if
 
(
myArray
[
i
]
 
<
myArray
[
j
])
 
{

    
var
 
tmp
 
=
 
myArray
[
i
];

    
myArray
[
i
]
 
=
 
myArray
[
j
];

    
myArray
[
j
]
 
=
 
tmp
;

   
}

  
}

 
}

 
for
 
(
i
 
=
 
0
;
 
i
 
<
 
myArray
.
length
;
 
++
i
)
 
{

  
document
.
write
(
myArray
[
i
]
 
+
 
" "
);

 
}

<
/script>

```

برنامه جابه‌جایی:
```
<
script
 
type
=
"text/javascript"
>

 
var
 
a
 
=
 
10
,
 
b
 
=
 
40
;

 
[
a
,
b
]
 
=
 
[
b
,
a
]

 
alert
(
""
 
+
 
a
 
+
 
" "
 
+
 
b
);

<
/script>

```

برنامه فاکتوریل:
```
<
script
 
type
=
"text/javascript"
>

 
function
 
factorial
(
x
)
 
{

  
if
 
(
x
>
 
۰
)

   
return
 
x
 
*
 
factorial
(
x
-
1
);

  
return
 
1
;

 
}

 
alert
(
factorial
(
5
));

<
/script>

```

استفاده از توابع سازنده برای ساخت شی جدید:
```
function
 
Foo
(
arg
,
 
otherArg
)
 
{

    
this
.
prop
 
=
 
arg
;

    
this
.
otherProp
 
=
 
otherArg
;

}

Foo
.
prototype
.
bar
 
=
 
function
()
 
{

    
console
.
log
(
this
.
prop
,
 
this
.
otherProp
);

}

var
 
foo
 
=
 
new
 
Foo
(
"First arg"
,
 
"Second arg"
);

foo
.
bar
();

```

ارث‌بری در جاوااسکریپت با استفاده از زنجیره «پیش نمونه»:
```
function
 
Creature
(
age
)
 
{

    
this
.
age
 
=
 
age
;

}

Creature
.
prototype
.
printAge
 
=
 
function
()
 
{

    
console
.
log
(
this
.
age
);

}

function
 
Human
(
name
,
 
family
,
 
age
)
 
{

    
Creature
.
call
(
this
,
 
age
);

    
this
.
name
 
=
 
name
;

    
this
.
family
 
=
 
family
;

}

Human
.
prototype
 
=
 
Object
.
create
(
Creature
.
prototype
);

Human
.
prototype
.
constructor
 
=
 
Human
;

Human
.
prototype
.
printFullName
 
=
 
function
()
 
{

    
console
.
log
(
this
.
name
,
 
this
.
family
);

}

var
 
human
 
=
 
new
 
Human
(
"Foo"
,
 
"Bar"
,
 
100
);

human
.
printAge
();

human
.
printFullName
();

```

کلمه کلیدی await تنها در تابعی که با async تعریف شده باشد، رزرو می‌شود : 
```
(
function
(){

  
let
 
await
 
=
 
-
1

  
console
.
log
(
await
)

})()

// -1

```

اما اگر تابع را به‌صورت async تعریف کنیم، با خطا مواجه خواهیم شد : 
```
(
async
 
function
(){

  
let
 
await
 
=
 
90

  
console
.
log
(
await
)

})()

// Uncaught SyntaxError: await is a reserved identifier

```

البته این اتفاق مربوط به await در ESM نمی‌افتد و کلمه‌کلیدی await در سطوح دیگر هم رزرو می‌شود.

کامنت گذاری در جاوا اسکریپت:
```
//Single Line Comment

/*

Multi

Line

Comment

*/

/*

 * Documentiation

 * Comment

*/

```

## وانیلا جاوااسکریپت
وانیلا جاوااسکریپت یا وانیلا جی اس (Vanilla JS) اصطلاحی است که به همان زبان جاوااسکریپت گفته می‌شود. در حقیقت وانیلا جی اس هیچ چهارچوب یا کتابخانهٔ خاصی نیست. این اصطلاح بیشتر برای کسانی ساخته شده‌است که گمان می‌کنند برای استفاده از جاوااسکریپت حتماً باید از کتابخانه‌های موجود یا سکوی خاصی استفاده بکنند.
وانیلا جی اس از آنجا که اصطلاحی دیگر برای استفاده از زبان جاوااسکریپت بدون استفاده از سکوی یا کتابخانه خاصی است، سریع‌ترین کتابخانه جاوااسکریپت موجود تلقی می‌شود.

## برتری و محبوبیت
در سال ۲۰۱۸ و ۲۰۱۹، جاوااسکریپت به عنوان یکی از برترین زبان‌های دنیا برگزیده شد. البته قبل از سال ۲۰۱۸، جاوااسکریپت رتبهٔ خوبی داشت. در سال ۲۰۲۰، جاوااسکریپت، در رتبه دوم یا سوم قرار گرفته‌است.
ناگفته نباشد که جاوا اسکریپت در سال‌های ۲۰۱۸ و ۲۰۱۹ به عنوان محبوب‌ترین زبان نیز برگزیده شد.
طبق نظرسنجی‌های انجام شده توسط وبگاه استک‌اورفلو جاوااسکریپت به مدت ۹ سال متوالی تا سال ۲۰۲۱، به‌عنوان پرکاربردترین زبان برنامه‌نویسی انتخاب شده بود.

## فناوری
به نظر می‌رسد که زبان برنامه‌نویسی مورد علاقه طراحان وب در انتشار تصاویر خیره‌کننده تلسکوپ فضایی جیمز وب هم نقش داشته‌است. بر اساس سند مربوط به ماژول ابزارهای علمی یکپارچه جیمز وب (ISIM)، نرم‌افزار این ماژول توسط یک پردازنده اسکریپت کنترل می‌شود که فرمان‌های دریافتی را تحت اسکریپت‌هایی به زبان جاوا اسکریپت اجرا می‌کند. کدی که مسئولیت تبدیل این دستورها جاوا اسکریپت به کارهای عملی را دارد، می‌تواند ده برنامه را به‌صورت همزمان اجرا کند.البته نوع زبانی که این اسکریپت‌ها با آن نوشته شده دقیقاً Nombas ScriptEase 5.00e است که آخرین نسخه آن در سال ۲۰۰۳ منتشر شد. چون توسعه این تلسکوپ از دهه‌ها پیش آغاز شده بود و ظاهراً دانشمندان با همان فناوری‌های قدیمی کارهای خود را پیش برده‌اند.